# Manipel (Romeinse leger)
Een manipel is een Romeinse eenheid bestaande uit 120-160 man infanterie.
Een manipel is opgedeeld in twee centuriae, de centuria prior (de voorste centurie) en de centuria posterior (de achterste centurie), zo genoemd omdat het Romeinse leger in drie rangen vocht (acies triplex) en iedere rang zich moest terugtrekken achter de rang achter zich om te hergroeperen en uit te rusten. Bij dit proces werd de centuria posterior opgesteld achter de centuria prior, zodanig dat er openingen waren waarlangs de rang zich kon terugtrekken.
Manipel komt van het Latijnse manipuli wat "handvol" betekent. De manipel vormde een belangrijke tactische eenheid omdat die makkelijker te besturen was dan een heel legioen en de twee centuriae toch bij elkaar moesten blijven. Later werd het cohors belangrijker dan de manipel.